# Pattinaggio di velocità ai VI Giochi olimpici invernali - 10000 m maschile
La competizione dei 10000 m maschili di pattinaggio di velocità dei VI Giochi olimpici invernali si è svolta il giorno 19 febbraio 1952  sulla pista del Bislett Stadion a Oslo. 

## Risultati
| Pos.    | Atleta                | Nazione       | Tempo   |
| ------- | --------------------- | ------------- | ------- |
| Oro     | Hjalmar Andersen      | Norvegia      | 16'45"8 |
| Argento | Kees Broekman         | Paesi Bassi   | 17'10"6 |
| Bronzo  | Carl-Erik Asplund     | Svezia        | 17'16"6 |
| 4       | Pentti Lammio         | Finlandia     | 17'20"5 |
| 5       | Antonius Huiskes      | Paesi Bassi   | 17'25"5 |
| 6       | Sverre Haugli         | Norvegia      | 17'30"2 |
| 7       | Kazuhiko Sugawara     | Giappone      | 17'34"0 |
| 8       | Lauri Parkkinen       | Finlandia     | 17'36"8 |
| 9       | Göthe Hedlund         | Svezia        | 17'39"2 |
| 10      | John Hearn            | Gran Bretagna | 17'41"5 |
| 11      | Arthur Mannsbarth     | Austria       | 17'44"2 |
| 12      | Kauko Salomaa         | Finlandia     | 17'49"6 |
| 13      | Sigvard Ericsson      | Svezia        | 17'52"8 |
| 14      | Yoshiyasu Gomi        | Giappone      | 17'53"0 |
| 15      | Norman Holwell        | Gran Bretagna | 18'02"4 |
| 16      | Patrick McNamara      | Stati Uniti   | 18'08"7 |
| 17      | József Merényi        | Ungheria      | 18'09"0 |
| 18      | Yngvar Karlsen        | Norvegia      | 18'10"6 |
| 19      | Egbert van't Oever    | Paesi Bassi   | 18'20"8 |
| 20      | Gunnar Hallkvist      | Svezia        | 18'20"9 |
| 21      | Ralf Olin             | Canada        | 18'22"8 |
| 22      | Theodor Meding        | Germania      | 18'24"4 |
| 23      | Matti Tuomi           | Finlandia     | 18'25"5 |
| 24      | Craig MacKay          | Canada        | 18'27"4 |
| 25      | Alfred Broadhurst     | Stati Uniti   | 18'44"2 |
| 26      | Franz Offenberger     | Austria       | 19'04"2 |
| 27      | Charles William Burke | Stati Uniti   | 19'07"1 |
| 28      | Guido Caroli          | Italia        | 19'13"6 |
| -       | Ingar Nordlund        | Norvegia      | Rit.    |
| -       | John Werket           | Stati Uniti   | Rit.    |